# Perobinha-do-campo
A perobinha-do-campo (Acosmium dasycarpum (Vogel) Yakovlev) é uma árvore ornamental brasileira, pertencente à família das fabáceas, sub-família Faboideae. É também conhecida como chapada, chapada-do-campo, chapadinha, amargosa, amargozinho, pau-para-tudo e unha-d'anta.
Ocorre nos cerrados.
Sinonímia botânica: Leptolobium dasycarpum Vogel Yakovlev; Sweetia dasycarpa (Vogel) Benth.